# Blackheart Records
Blackheart Records est un label de musique américain fondé par les musiciens Joan Jett et Kenny Laguna. 

Le label a notamment produit Girl in a Coma, The Eyeliners, Endless Bummer, The Cute Lepers, The Dollyrots, The Vacancies ainsi que Joan Jett & the Blackhearts.

## Historique
Six des hits de Joan Jett on était produit par Blackheart Records, le plus grand hit étant "I Hate Myself for Loving You" en 1988.
Durant les années 90 et la distribution par Mercury/PolyGram Records, le label s'aventure dans la musique hip-hop en produisant des artistes comme Big Daddy Kane, Professor Griff.